# Koto Tuo (Iv Nagari)
Koto Tuo is een bestuurslaag in het regentschap Sijunjung van de provincie West-Sumatra, Indonesië. Koto Tuo telt 1591 inwoners (volkstelling 2010).